# Campyloneurus enderleini
Campyloneurus enderleini är en stekelart som beskrevs av Josef Fahringer 1931. Campyloneurus enderleini ingår i släktet Campyloneurus och familjen bracksteklar. Inga underarter finns listade.